# Gulryggig dvärgbarbett
Gulryggig dvärgbarbett (Pogoniulus coryphaea) är en fågel i familjen afrikanska barbetter inom ordningen hackspettartade fåglar.

## Utseende och läte
Gulryggig dvärgbarbett är en mörk och mycket liten barbett med distinkt fjäderdräkt. Noterbart är en gul strimma på ryggen från hjässan till övergumpen som gett arten dess namn, men även ett vitt mustaschstreck och tydliga gula teckningar på vingarna. Lätet består av en torr serie med snabba "tet", upprepat om och om igen. Även långsammare serier med enstaka ljud kan höras.

## Utbredning och systematik
Gulryggig dvärgbarbett delas in i tre distinkta underarter:
- P. c. coryphaea – förekommer i östra Nigeria (Obuduplatån) och angränsande sydvästra Kamerun
- P. c. hildamariae – förekommer i östra Kongo-Kinshasa, sydvästra Uganda och västra Rwanda
- P. c. angolensis – förekommer i västra delen av centrala Angola (Morro do Moco och Mombolohöglandet)

## Levnadssätt
Gulryggig dvärgbarbett hittas i och kring bergsskogar. Den upptäcks ofta på lätet.

## Status och hot
Arten har ett stort utbredningsområde, men tros minska i antal, dock inte tillräckligt kraftigt för att den ska betraktas som hotad. Internationella naturvårdsunionen IUCN listar arten som livskraftig (LC).